# Erioptera serpentina
Erioptera serpentina är en tvåvingeart som beskrevs av Alexander 1941. Erioptera serpentina ingår i släktet Erioptera och familjen småharkrankar. Inga underarter finns listade i Catalogue of Life.